# Besének
La rivière Besének est un cours d'eau de la République tchèque d'une longueur de 20 km. Elle est un affluent de la Svratka dans le bassin du Danube.